# Universidade Aberta (Portugal)
A Universidade Aberta (UAb) MHM é uma universidade portuguesa, parte da rede portuguesa de Ensino Superior Público. Fundada em 1988 (Decreto Lei n.º 444/88), é a única instituição de ensino superior público à distância em Portugal. Pela sua vocação e natureza, a UAb utiliza nas suas atividades de ensino, as mais avançadas metodologias e tecnologias de ensino a distância orientadas para a educação sem fronteiras geográficas nem barreiras físicas, e dando especial enfoque à expansão da língua e da cultura portuguesas no espaço da lusofonia (comunidades migrantes e países de língua oficial portuguesa).
Assim, a UAb disponibiliza, em qualquer lugar do mundo, formação superior (licenciaturas, mestrados e doutoramentos) e cursos de Aprendizagem ao Longo da Vida. Toda a oferta pedagógica está integrada no Processo de Bolonha e é lecionada em regime de elearning, desde 2008, ano em que a UAb se tornou numa instituição europeia de referência, no domínio avançado do elearning e da aprendizagem online, através do reconhecimento do seu Modelo Pedagógico Virtual®.
Em 2010, o modelo de elearning desenvolvido e praticado pela UAb foi distinguido com o Prémio da EFQUEL – European Foundation for Quality in Elearning e com a certificação da UNIQUe – The Quality Label for the use of ICT in Higher Education (Universities and Institutes). No mesmo ano, a UAb foi também qualificada como a instituição de referência para o ensino em regime de elearning em Portugal por um painel internacional de especialistas independentes.
No âmbito do esquema europeu de Níveis de Excelência, a European Foundation for Quality Management (EFQM) distinguiu a UAb com o 1.º Nível de Excelência Committed to Excellence (C2E) em 2011. Em 2016, o comprometimento da UAb com a qualidade foi reconhecido pela EFQM que distinguiu a Universidade com 4 Estrelas no 2.º Nível de Excelência Recognized for Excellence (R4E). Em 2017, recebeu a certificação da Norma 27001 pela Associação Portuguesa de Certificação tendo sido reconhecida a segurança da sua plataforma de elearning.
A 29 de novembro de 2018, foi agraciada com o grau de Membro-Honorário da Ordem do Mérito.

## História e missão
A Universidade Aberta (UAb) foi fundada em 1988, tendo Rocha Trindade como primeiro Reitor, e instalada no Palácio Ceia, um edifício com relevante património histórico e artístico (em especial azulejos, e, atualmente, um quadro da pintora Maluda) na Rua da Escola Politécnica em Lisboa.
A UAb assume como missão fundamental formar estudantes que, por várias razões, não puderam, no seu tempo próprio, encetar ou prosseguir estudos universitários.
Por outro lado, a UAb procura corresponder às expectativas de todas as pessoas que, tendo eventualmente obtido formação superior, desejam reconvertê-la ou atualizá-la; o que significa que, por vocação, tentamos ir ao encontro das expectativas de um público adulto, com experiência de vida e normalmente já empenhado no exercício de uma profissão.
A UAb tem ainda por missão a criação, transmissão e difusão da cultura, dos saberes, das artes, da ciência e da tecnologia, ao serviço da sociedade, através da articulação do estudo, do ensino, da aprendizagem, da investigação e da prestação de serviços.

## Reitores
- Armando Rocha Trindade (1937-2009)
- Maria José Ferro Tavares
- Carlos António Alves dos Reis
- Paulo Maria Bastos da Silva Dias
- Carla Padrel de Oliveira